# Modální μ-kalkulus
V teoretické informatice modální μ-kalkulus (Lμ, L μ, někdy jen μ-kalkulus) označuje rozšíření výrokové modální logiky (s více modalitami). Toho je dosaženo přidáním operátoru s nejmenším pevným bodem μ a operátoru s největším pevným bodem ν. Jde tedy o logiku pevného bodu.
μ-kalkul vytvořili Dany Scotta a Jaca de Bakkera a dále jej rozvinul Dexter Kozen do dnes nejpoužívanější formy. Využívá se k popisu vlastností značených přechodových systémů a k verifikaci těchto vlastností. V μ-kalkulu lze zapsat mnoho jiných temporálních logik, včetně CTL* a dalších jeho používaných fragmentů — lineární temporální logiky (LTL) a výpočetní stromové logiky (CTL).
Algebraický pohled říká, že se jedná o algebru monotónních funkcí nad úplným svazem, s operátory sestávajících ze skládání funkcí a nejmenšími a největšími fixními bodovýmy operátory; z tohoto hlediska je modální μ-kalkulus nad svazem potenčně množinové algebry. Herní sémantika μ-kalkulu souvisí s hrami dvou hráčů s úplnou informací, zejména s nekonečnými paritovými hrami.

## Syntax
Nechť P (množina výroků) a A (množina akcí) jsou dvě konečné množiny symbolů a nechť Var je spočetně nekonečná množina proměnných. Množina formulí (výrokového, modálního) μ-kalkulu je definován následovně:
- každý výrok a každá proměnná je formule;
- jsou-li {\displaystyle \phi } a {\displaystyle \psi } formule, potom {\displaystyle \phi \wedge \psi } je formule;
- je-li {\displaystyle \phi } formule, potom {\displaystyle \neg \phi } je formule;
- je-li {\displaystyle \phi } je formule a {\displaystyle a} je akce, potom {\displaystyle [a]\phi } je formule; (vyslovuje se buď: {\displaystyle a} box {\displaystyle \phi } nebo po {\displaystyle a} nutně {\displaystyle \phi })
- je-li {\displaystyle \phi } formule a {\displaystyle Z} proměnná {\displaystyle \nu Z.\phi } je formule, za předpokladu, že každý volný výskyt {\displaystyle Z} ve {\displaystyle \phi } se vyskytuje pozitivně, tj. v rámci sudého počtu negací.

(Pojmy volné a vázané proměnné jsou míněny standardně, kde {\displaystyle \nu } je jediným vázacím operátorem.)
Vzhledem k výše uvedeným definicím můžeme syntaxi obohatit o:
- {\displaystyle \phi \lor \psi } znamenající {\displaystyle \neg (\neg \phi \land \neg \psi )}
- {\displaystyle \langle a\rangle \phi } (vyslovuje se buď {\displaystyle a} diamant {\displaystyle \phi }, nebo po {\displaystyle a} možná {\displaystyle \phi }) znamenající {\displaystyle \neg [a]\neg \phi }
- {\displaystyle \mu Z.\phi } znamenající {\displaystyle \neg \nu Z.\neg \phi [Z:=\neg Z]}, kde {\displaystyle \phi [Z:=\neg Z]} značí substituci {\displaystyle \neg Z} za {\displaystyle Z} ve všech volných výskytech {\displaystyle Z} ve {\displaystyle \phi } .

První dvě formule jsou známé z klasického výrokového počtu, respektive minimální multimodální logiky K.
Notace {\displaystyle \mu Z.\phi } (a opak tohoto) jsou inspirovány lambda kalkulem. Záměrem je označit nejmenší (a respektive největší) pevný bod formule {\displaystyle \phi } kde "minimalizace" či "maximalizace" jsou v proměnné {\displaystyle Z}, podobně jako v lambda kalkulu {\displaystyle \lambda Z.\phi } je funkce se vzorcem {\displaystyle \phi } ve vázané proměnné {\displaystyle Z}. Podrobnosti viz denotační sémantika níže.

## Denotační sémantika
Modely modálního μ-kalkulu jsou dány jako označované přechodové systémy {\displaystyle (S,R,V)} kde:
- {\displaystyle S} je množina stavů;
- {\displaystyle R} mapuje ke každému štítku {\displaystyle a} binární relaci na {\displaystyle S} ;
- {\displaystyle V:P\to 2^{S}}, mapuje každý výrok {\displaystyle p\in P} k množině stavů, kde je tvrzení pravdivé.

Vzhledem k označenému přechodovému systému {\displaystyle (S,R,V)} a interpretaci {\displaystyle i} proměnných {\displaystyle Z} {\displaystyle \mu }-kalkulu, {\displaystyle [\![\cdot ]\!]_{i}:\phi \to 2^{S}}, je funkce definovaná následujícími pravidly:
- {\displaystyle [\![p]\!]_{i}=V(p)} ;
- {\displaystyle [\![Z]\!]_{i}=i(Z)} ;
- {\displaystyle [\![\phi \wedge \psi ]\!]_{i}=[\![\phi ]\!]_{i}\cap [\![\psi ]\!]_{i}} ;
- {\displaystyle [\![\neg \phi ]\!]_{i}=S\smallsetminus [\![\phi ]\!]_{i}} ;
- {\displaystyle [\![[a]\phi ]\!]_{i}=\{s\in S\mid \forall t\in S,(s,t)\in R_{a}\rightarrow t\in [\![\phi ]\!]_{i}\}} ;
- {\displaystyle [\![\nu Z.\phi ]\!]_{i}=\bigcup \{T\subseteq S\mid T\subseteq [\![\phi ]\!]_{i[Z:=T]}\}}, kde {\displaystyle i[Z:=T]} mapuje {\displaystyle Z} na {\displaystyle T} při zachování mapování {\displaystyle i} všude jinde.

Z důvodu duality, interpretace ostatních základních formulí je dána:
- {\displaystyle [\![\phi \vee \psi ]\!]_{i}=[\![\phi ]\!]_{i}\cup [\![\psi ]\!]_{i}} ;
- {\displaystyle [\![\langle a\rangle \phi ]\!]_{i}=\{s\in S\mid \exists t\in S,(s,t)\in R_{a}\wedge t\in [\![\phi ]\!]_{i}\}} ;
- {\displaystyle [\![\mu Z.\phi ]\!]_{i}=\bigcap \{T\subseteq S\mid [\![\phi ]\!]_{i[Z:=T]}\subseteq T\}}

Méně formálně, toto znamená, že pro daný systém přechodů {\displaystyle (S,R,V)} :
- {\displaystyle p} platí v množině stavů {\displaystyle V(p)} ;
- {\displaystyle \phi \wedge \psi } platí v každém stavu, kde {\displaystyle \phi } a {\displaystyle \psi } oba platí;
- {\displaystyle \neg \phi } platí v každém stavu, kde {\displaystyle \phi } neplatí.
- {\displaystyle [a]\phi } platí ve stavu {\displaystyle s} pokud každý {\displaystyle a}-přechod vedoucí ven z {\displaystyle s} vede do stavu, kde {\displaystyle \phi } platí.
- {\displaystyle \langle a\rangle \phi } platí ve stavu {\displaystyle s} pokud existuje {\displaystyle a}-přechod vedoucí ven z {\displaystyle s}, který vede ke stavu, kdy {\displaystyle \phi } platí.
- {\displaystyle \nu Z.\phi } platí v libovolném stavu v libovolné množině {\displaystyle T} tak, že když proměnná {\displaystyle Z} je nastaveno na {\displaystyle T}, pak {\displaystyle \phi } platí pro všechny {\displaystyle T} . (Z Knaster-Tarského věty vyplývá, že {\displaystyle [\![\nu Z.\phi ]\!]_{i}} je největším pevným bodem {\displaystyle T\mapsto [\![\phi ]\!]_{i[Z:=T]}}, a {\displaystyle [\![\mu Z.\phi ]\!]_{i}} jeho nejmenší pevný bod.)

Interpretace formulí {\displaystyle [a]\phi } a {\displaystyle \langle a\rangle \phi } jsou de-facto ony "klasické" z dynamické logiky. Navíc operátor {\displaystyle \mu } lze vyjádřit jako živost („něco dobrého se někdy stane“) a {\displaystyle \nu } jako bezpečnost ("nic špatného se nikdy nestane") v neformální klasifikaci dle Leslie Lamportové.

### Příklady
- {\displaystyle \nu Z.\phi \wedge [a]Z} se vykládá jako "{\displaystyle \phi } je platná pro každou cestu."[6] Myšlenka je taková, že "{\displaystyle \phi } je pravdivá podél každé cesty z akcí" lze definovat axiomaticky jako (nejslabší) větu {\displaystyle Z} která implikuje {\displaystyle \phi } a která zůstane pravdivá po zpracování jakéhokoli a-označení.[7]
- {\displaystyle \mu Z.\phi \vee \langle a\rangle Z} se interpretuje jako existence cesty podél a-přechodů do stavu, kde {\displaystyle \phi } platí.[8]
- Vlastnost stavu bez deadlocku, což znamená, že žádná cesta z tohoto stavu nedosáhne slepé uličky, je vyjádřena formulí[8] {\displaystyle \nu Z.\left(\bigvee _{a\in A}\langle a\rangle \top \wedge \bigwedge _{a\in A}[a]Z\right)}

## Problémy s rozhodnutelností
Splnitelnost modálního formule μ-kalkulu je EXPTIME-úplná. Stejně jako pro lineární temporální logiku (LTL) jsou model checkingu, splnitelnosti a platnosti lineárního modálního μ-kalkulu PSPACE-úplné.